# Roxbyita
La roxbyita és un mineral de la classe dels sulfurs que pertany al grup calcocita-digenita. Rep el seu nom de la localitat on va ser descoberta, a Austràlia.

## Característiques
La roxbyita és un sulfur de fórmula química Cu9S₅. Va ser aprovat per l'Associació Mineralògica Internacional l'any 1986. Cristal·litza en el sistema triclínic. Es troba en forma de monocristalls d'uns 0,01 mil·límetres, fent intercreixements epitaxials amb djurleïta, amb la qual també se'n troba en barreges pulverulentes. La seva duresa a l'escala de Mohs es troba entre 2,5 i 3. És un producte d'alteració a baixa temperatura de la djurleïta.
Segons la classificació de Nickel-Strunz, la roxbyita pertany a «02.BA: sulfurs metàl·lics amb proporció M:S > 1:1 (principalment 2:1) amb coure, plata i/o or», juntament amb els minerals següents: calcocita, djurleïta, geerita, anilita, digenita, bornita, bellidoïta, berzelianita, athabascaïta, umangita, rickardita, weissita, acantita, mckinstryita, stromeyerita, jalpaïta, selenojalpaïta, eucairita, aguilarita, naumannita, cervel·leïta, hessita, chenguodaïta, henryita, stützita, argirodita, canfieldita, putzita, fischesserita, penzhinita, petrovskaïta, petzita, uytenbogaardtita, bezsmertnovita, bilibinskita i bogdanovita.

## Formació i jaciments
Va ser descoberta l'any 1986 a la mina Olympic Dam, a Roxby Downs (Stuart Shelf, Austràlia). Es troba com a producte d'alteració a baixa temperatura de la djurleïta, en dipòsits hidrotermals polimetàl·lics complexos, i en jaciments de coure. Sol trobar-se associada a altres minerals com: djurleïta, bornita, pirita, calcopirita o hematites.